# 荘枡
荘枡（しょうます）とは、荘園領主が自らの荘園より年貢を徴収する際に用いた独自規格の枡のこと。「庄納斗」・「庄本斗」とも呼ばれた。
中央政府による度量衡の統制が実質上消滅した中世において、各地で独特な規格の枡が発生した。各地に存在した荘園では領主が年貢徴収に用いた枡が公式な枡とされて利用されてきたが。実際には計量の対象物や個々の荘園の成立事情、更には荘園領主と在地領主、更には荘民との力関係に影響されてその規格・容積は変更され、同一の荘園領主が治める複数の荘園の間でも荘枡が異なる例も珍しくはなかった。
だが、商業の発展した室町期に入ると、荘園ごとに規格の違う荘枡が取引上において支障をきたすことが多くなり、市場で広く用いられていた京枡へ収斂する動きが見られるようになり、荘枡はほとんど見られなくなった。